# Catalina Manrique
Catalina Manrique (-1690) fue una noble española conocida por haber sido amante de Felipe IV de España.

## Biografía
Fue hija de Antonio Manrique de Vargas (-1635), caballero de la Orden de Santiago, y su esposa Eufrasia de Bazán y Mendoza. Su padre fue Espía Mayor de Felipe III, que le otorgaría el título de marqués de Coreglia, (en español, Charela o Chavela) en 1618. El feudo de Cirella se refería a la isla homónima en el reino de Nápoles. Además, en julio de 1613, su padre llegaría a ser stratigoto de Messina.
Por su parte, su madre era hija de Alonso de Bazán, comendador del Viso y de Santa Cruz y general de la Armada del Mar Océano, y Victoria Mendoza.
Hacia finales de 1625 tuvo amores con Felipe IV. Su familia se beneficiaría de la relación, tras un periodo convulso al haber sido condenado su padre por corrupción en el desarrollo de su posición como stratigoto de Messina. Fruto de los amores de Catalina con el monarca nacería en Madrid el 15 de mayo de 1626, un hijo bautizado como Francisco Fernando Isidro de Austria.
Por entonces era conocida como Princesa de la Flor, bien por sus amores con el Rey o por el hijo que le había dado.
Cuenta Gascón de Torquemada que, en junio de 1627, mientras viajaba con su madre, la marquesa [consorte] de Charnela, hacia Nápoles, pararon en Burgos. Fueron recibidas por el arzobispo de la ciudad (Fernando de Acevedo) quien, de orden del Rey, las llevó a visitar a María Ana de Austria, hija de Juan de Austria y abadesa de las Huelgas Reales. Una vez dentro del monasterio, el arzobispo de Burgos mostró una orden secreta del Rey en la que este mandaba que aquella de las hijas de la marquesa que llamaban la princesa quedase depositada en ese monasterio hasta nueva orden.
El 14 de julio de 1656 le sería concedido el título de princesa de Marano, parte de la provincia Terra di Lavoro en el reino de Nápoles. Este título lo había ostentado previamente su hermano Diego Manrique y Bazán (-1637), sucesor de su padre. Anteriormente había pasado a Nápoles donde llegó a tener un cierto papel en la nobleza local. Por sus antiguos amores con el rey Felipe IV fue conocida con el epíteto Reginella. Muy probablemente sería en tierras italianas donde contrajo matrimonio con Carlo Serbelloni, stratigoto de Messina. Su marido también fue conocido bajo el epíteto de il Zorbelloni.
Murió hacia 1690.

## Matrimonio y descendencia
Tuvo un hijo, Francisco Fernando (1626-1634), de su relación con Felipe IV de España.
Posteriormente, casó con el conde milanés Carlo Francesco Serbelloni o Zervellone, en español Carlos Cervellón, del que tuvo al menos dos hijas:
- Teresa (1703),[15] casada en mayo de 1690 con el napolitano Ottavio Carafa, Duque de Maierà (1659-1699),[16] con descendencia.[17]
- Eufrasia.[18]

## Títulos
- Princesa de Marano.[1][4][5][6][7]
- Marquesa de Cirella (hasta 1660).[18]

### Individuales
1. 1 2 3 4  Galasso, Giuseppe (1992). Economia e società nella Calabria del Cinquecento (en italiano). Guida Editori. p. 396. ISBN 978-88-7835-048-9. Consultado el 10 de octubre de 2023.
2. ↑  Cabrera de Córdoba, Luis (1857). Relaciones de las cosas sucedidas en la corte de España, desde 1599 hasta 1614. Imprenta de J. Martín Alegria. pp. 524-525. Consultado el 10 de octubre de 2023.
3. ↑  Gascón de Torquemada, Gerónimo (1991). «Junio. Año de 1627». Gaçeta y nuevas de la Corte de España desde el año 1600 en adelante. RAMHG. p. 269. ISBN 9788460078555. Consultado el 26 de septiembre de 2019. «A 20. Este día llegó nueva de Burgos, de que pasando por allí para yr a Nápoles mi Señora la Marquesa de Charela y sus hijas, salió a recibirlas el Arzobispo, con grande ostentación, y con orden secreta que tenía de Su Magestad, so color de que visitasen a la Señora Doña Ana de Austria, Abadesa perpetua del Convento de las Huelgas. En estando dentro, mostró el Arzobispo la orden que tenía de Su Magestad para que Lia de la hijas que tenía mi Señora la Marquesa, que tenía título de Princesa, quedase en depósito en aquel Con-vento, hasta que Su Magestad mandase otra cosa y así se hizo, despidiéndose de ella su madre con muchas lágrimas».
4. 1 2  «Título de princesa de Marano a favor de doña Catalina Manrique». Portal de Archivos Españoles. 14 de julio de 1656.
5. 1 2  Archivo General de Simancas (1980). Títulos y privilegios de Nápoles (siglos XVI-XVIII).: Onomástico. Archivo General de Simancas. p. 348. ISBN 978-84-600-2144-5. Consultado el 10 de octubre de 2023.
6. 1 2  Justi, Carl (Julio–septiembre de 1883). «Die spanische Brautfahrt des Prinzen von Wales im Jahre 1623». Deutsche Rundschau (en alemán) 36: 232.
7. 1 2  Bacco, Enrico; Caracciolo, Cesare D'Engenio (1671). Descrittione del Regno di Napoli diuiso in dodeci prouincie: nella quale... si tratta della... città di Napoli... e delle città e terre più illustri del Regno, con le Famiglie nobili..., con i Vescouadi & Arciuescouadi e Santi che sono in esso : arrichita del Memoriale di tutti quelli che hanno dominato il Regno dopo la declinatione dell'Imperio Romano... : con vn catalogo di tutti i sette Offici del Regno e di tutti i Titolati : e con la numeratione de'Fuochi e Regij Pagamenti publicata... nell'anno 1670 (en italiano). per Ottauio Beltrano edi nuouo per Nouello de Bonis. p. 86. Consultado el 10 de octubre de 2023.
8. ↑  Pagando un relevo de 605 ducados. cit. Archivos de Esdado de Nápoles. Archivio di Stato di Napoli, Spoglio delle significatorie dei relivi, 17, f.276
9. ↑  Santis, Tommaso de (1858). Storia del tumulto di Napoli [ed. by F. Cameroni]. (en italiano) 2. p. 115. Consultado el 10 de octubre de 2023.
10. ↑  Santis, Tommaso de (1770). Raccolta Di tutti i più rinomati Scrittori Dell'Istoria Generale Del Regno Di Napoli: Principiando dal tempo che queste Provincie hanno preso forma di Regno ; Dedicata alla Maestà Della Regina Nostra Signora. Istoria Del Tumulto Di Napoli Di Tommaso De Santis ; Nella quale si contengono tutte le cose occorse nella Città, e nel Regno di Napoli, dal principio del governo del Duca d'Arcos fino al dì 6. Aprile 1648. ; Alla Maesta' Cattolica Di Filippo IV.. 7,2 (en italiano). Gravier. p. 284. Consultado el 10 de octubre de 2023.
11. ↑  Arena-Primo, Placido (1842). Storia civile di Messina colle relazioni della storia generale di Sicilia (en italiano). Lor. Dato. p. XXXIV. Consultado el 10 de octubre de 2023.
12. ↑  «Caterina.0 Manriquez». Base Roglo. Consultado el 10 de octubre de 2023.
13. ↑  Matilla Tascón, Antonio (1984). Indice de testamentos y documentos afines de nobles. Ediciones Hidalguia. p. 44. ISBN 978-84-00-05834-0. Consultado el 10 de octubre de 2023.
14. ↑  Mantegna, Gioseffo (1672). Ristretto istorico della città e regno di Napoli: a cui s'unisce la varietà di Fortuna, overo aggiunta de Napolitani accidenti alli descritti per la... penna di T. Caracciolo (en italiano). Per Bartol. Zapata. p. 504. Consultado el 10 de octubre de 2023.
15. ↑  «Asiento de decreto de gracia a nombre de doña Catalina Manrique, Princesa de Marano, sobre merced de título de Castilla para quien se casare con ella y que se entienda esta merced para quien case con doña Teresa Cervellón, su hija.  Otro a nombre de doña Teresa Cervellón de título de Conde.». Portal de Archivos Españoles. Real Cancillería de los Reyes de Castilla. Registro del Sello de Corte. 1663.
16. ↑  «Teresa.1 Serbelloni». roglo.eu. Consultado el 10 de octubre de 2023.
17. ↑  Weber, Christoph; Becker, Michael (1999). Genealogien zur Papstgeschichte (en italiano). Anton Hiersemann. p. 217. ISBN 978-3-7772-0111-5. Consultado el 10 de octubre de 2023.
18. 1 2  Covino, Luca (26 de agosto de 2013). Governare il feudo. Quadri territoriali, amministrazione, giustizia Calabria Citra (1650-1800): Quadri territoriali, amministrazione, giustizia Calabria Citra (1650-1800) (en italiano). FrancoAngeli. pp. 80-81. ISBN 978-88-204-5886-7. Consultado el 10 de octubre de 2023.